# TV5
TV5 (раніше — ТВ-5) — закрита запорізька незалежна телерадіокомпанія.

## Історія
Телерадіокомпанія була заснована 9 жовтня 1992 року.

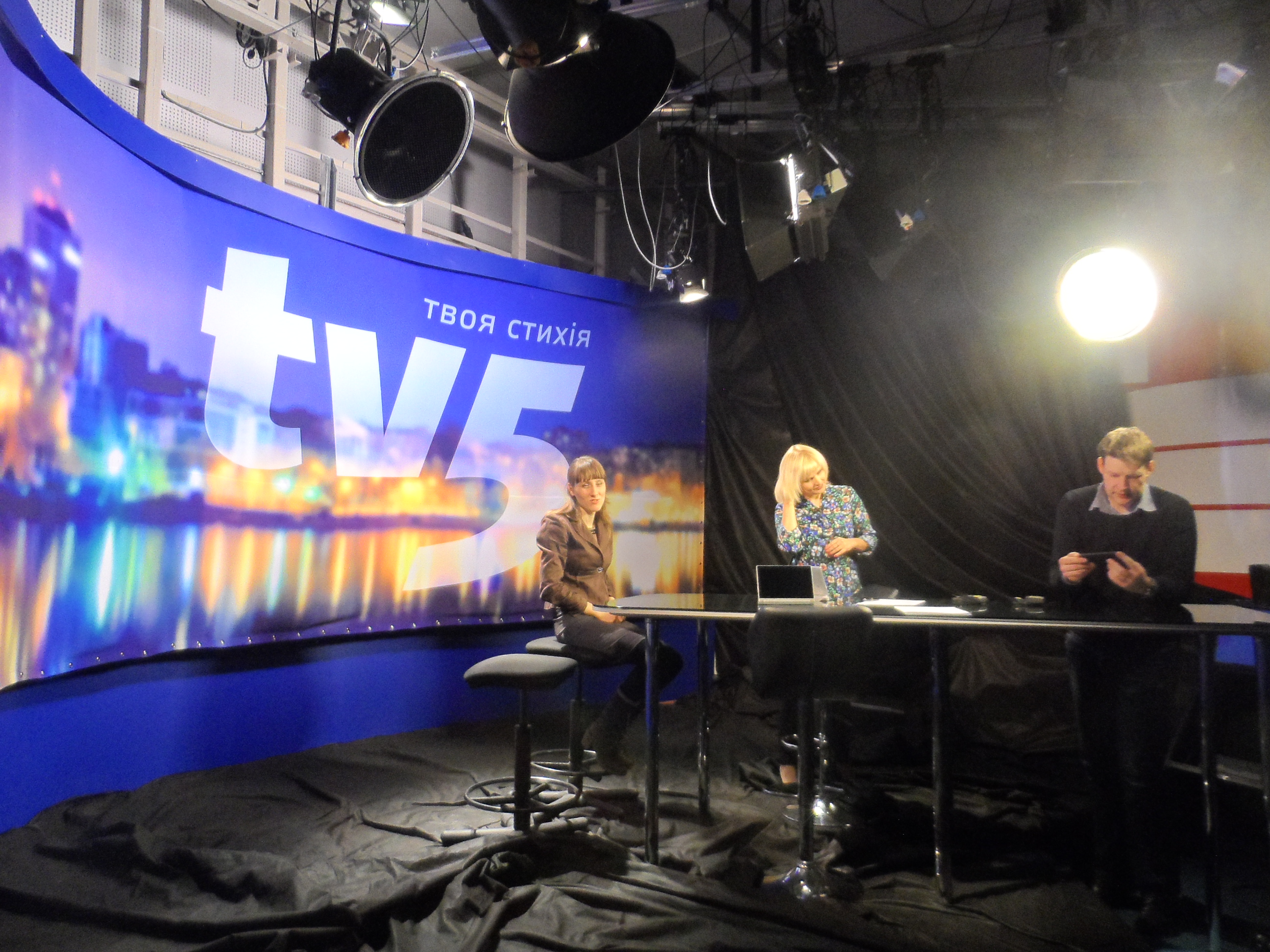
Телестудія TV5

2 січня 1994 року в ефір вперше вийшли передачі ЗНТРК «ТВ-5». Сукупна аудиторія телеканалу становить більше 2,5 мільйонів людей.
У 2002 році починає мовлення спортивний телеканал — «ТВ-5 СПОРТ».
У 2012 році телекомпанія отримала статус регіонального мовника.
У 2014—2015 роках було здійснено технічне переоснащення і проведений перехід на повну цифрову сучасну систему телевиробництва.
У 2015 році на телекомпанії був проведений ребрендинг, нова офіційна назва телеканалу — «TV5». До складу ЗНТРК «ТВ-5» входять телеканали «TV5» та «ТВ-5 Спорт».
Генеральний директор ЗНТРК «ТВ-5» — Максим Онопрієнко.
У липні 2022 року регіональний телеканал TV5, власником якого на 100 % було ПАТ «Запоріжсталь» («Метінвест»), припиняє свою роботу, а також виробництво власного продукту і транслював загальнонаціональний марафон. Медійники не коментують ситуацію публічно. Відомо, що новини про закриття телеканалу з'явилися в місцевих пабліках 15 липня 2022 року. Таке термінове і неочікуване рішення власника каналу, ПАТ «Запоріжсталь», журналісти пов'язують безпосередньо із заявою власника інвестиційної компанії SCM Ріната Ахметова, який повідомив про вихід з медійного бізнесу 11 липня 2022 року.
Регіональний телеканал «TV5» подав до Національної ради України з питань телебачення та радіомовлення заяву на анулювання ліцензії. Цю заяву разом із заявами інших телеканалів з одним кінцевим бенефіціаром було розглянуто на засіданні 21 липня 2022 року. Так, згідно з порядком денним Нацради, крім ліцензії ТОВ «Запорізька незалежна ТРК „TV5“», були розглянуті заяви на анулювання ліцензії ТОВ ТРК Україна, ПрАТ Футбольний клуб «Шахтар» (Донецьк), ТОВ «Новинна група Україна», ТОВ «Телерадіокомунікаційна компанія „Сігма“».
Для співробітників запорізького телеканалу TV5 таке рішення власника було шоком. Наразі невідомо, що буде з колективом у майбутньому. Попередньо стратегія щодо долі колективу може стати відомою протягом наступних двох тижнів. Всього на телеканалі працює близько 150 співробітників, в редакційному відділі — приблизно 20 медійників.
З червні 2022 року телеканал припинив мовлення на 48-му дециметрового каналу.
З 22 липня 2022 року ТРК «TV5» припинила мовлення.

## Програми каналу
- Разговор
- Ранок з TV5
- День. Тема
- День. Новини
- День. Підсумки
- Тиждень. Підсумки
- Давайте розберемося
- Планшет
- Погода
- Казка Домовуші
- Хроніка подій
- Соціальний патруль
- Іду на Ти
- Територія можливостей
- Лінія успіху
- Тиждень. Спорт
- Донбас сьогодні
- Павутина
- Ваше здоров'я
- П'яте колесо
- Домострой
- Хочу у відпустку
- Вінегрет шоу.

Програми СТБ
- Неймовірні історії кохання (2011)

## Раніше виходили програми каналу
- «Карт-бланш» (1994—1997)
- «КІНО+» (закрита у зв'язку зі смертю ведучого Вадима Солов'яна 13 вересня 2005 року)
- «Гарний настрій»
- «Штемпель-шоу»
- «Анекдот-асорті».

## Ведучі
Максим Онопрієнко, Наталія Зайченко, Андрій Богданович, Олена Зайцева, Олена Матвєєва, Ігор Бєлишев, Анна Редько, Юрій Юрченко, Тетяна Арикова, Дмитро Шендрик, Дмитро Веліканов, Світлана Холод, В'ячеслав Чумаков, Анна Бєлишева, Павло Васильєв, Неоніла Антонова, Ірина Сердюкова, Євгенія Мельник, Руслан Левицький, Олена Назаренко, Катерина Мусієнко, Марина Зеленська, Оксана Тихонова. 

## Цікаві факти
Наприкінці 1990-х років програма TV5 «Анекдоти» за участю В. Соловьяна, В. Чумакова і В. Ніколаєва була показана практично по всім регіональним телеканалам України.
У 2015 році проведено переоснащення телекомпанії, а також зміна візуального оформлення.
27 серпня 2015 року рекордний «Ранок з TV5» увійшов до списку національних досягнень в розділі «Марафони» — як найтриваліше ранкове ТБ-шоу в прямому ефірі. Ведучі провели 26 годин в прямому ефірі.
12 листопада 2015 року телеканал TV5 увійшов до списку номінантів премії «Телетріумф» у чотирьох категоріях. Неоніла Антонова і її програма «Іду на Ти» була представлена відразу в двох номінаціях «Телетріумфу» — як ведуча програми будь-якого формату в регіонах і як програма будь-якого формату в регіонах.
2 грудня 2015 року в двох категоріях премії «Телетріумф» співробітники TV5 отримали золоті статуетки.
Програма «Тиждень. Підсумки», яку вели Андрій Богданович та Олена Зайцева, була удостоєна звання кращої регіональної інформаційної програми.
Євгенія Мельник — автор і репортер спецпроєкту TV5 «Донбас сьогодні» — стала найкращим регіональним репортером 2014—2015 років.
У 2016 році телекомпанія TV5 запустила власне виробництво документальних фільмів під загальною назвою «Легенди». Першим фільмом циклу став фільм «Легенди. ФКМЗ» про футбольний клуб «Металург» Запоріжжя. Прем'єра відбулася 25 березня. Другий фільм «Легенди. Будинок немовлят. Остання колискова» присвячений трагічним подіям в Будинку немовлят в Запоріжжі за часів Голодомору 1930-х років, де голодною смертю загинули практично 800 дітей. Прем'єра фільму — 8 квітня.
13 листопада 2016 року вокалісти музичного училища ім. Платона Майбороди на залізничному вокзалі Запоріжжя I виконали головну пісню з фільму «Весна на Зарічній вулиці» (неофіційний гімн міста Запоріжжя). Вокальний флешмоб став творчим подарунком телеканала TV5 для комбіната «Запоріжсталь», який 16 листопада 2016 року відзначив свій 83-й день народження.

## Нагороди
Співробітники і програми каналу були неодноразово нагороджені різними престижними преміями в галузі телебачення.
| Рік  | Нагороди |  |
| ---- | --- |  |
| 1997 | Диплом телеконкурсу «Золота Ера» — програми «Карт-Бланш» і «Звалище». |  |
| 1998 | Диплом конкурсу регіональних засобів масової інформації України «Золота хвиля» — програми «Новини ТВ-5», «Казка Домовуші», «Тиждень», «Вітаємо», «Кіно плюс», «Тиждень-спорт», «Асорті», «Справа про хрещеному батьку». |  |
| 1998 | Диплом "Володар титулу «Всенародне визнання» на міжнародному фестивалі журналістики «Віра. Надія. Любов» |  |
| 2000 | Диплом і звання «Телекомпанія року» на міжнародному фестивалі журналістики «Віра. Надія. Любов». |  |
| 2001 | Диплом, статуетка «Істина» і звання «Керівник року» на міжнародному фестивалі журналістики «Віра. Надія. Любов» — генеральний директор Н. Єфімов. |  |
| 2001 | Диплом номінанта на Міжнародному фестивалі «Золотий Георгій» (р. Москва) — за цикл матеріалів на правоохоронну тематику. |  |
| 2002 | Диплом номінанта всеукраїнського телеконкурсу «Телетріумф» — шоу-програма «Кіно плюс». |  |
| 2002 | Диплом і друге місце на Міжнародному фестивалі «Золотий Георгій» (р. Москва) — за цикл матеріалів на правоохоронну тематику. |  |
| 2003 | Диплом номінанта всеукраїнського телеконкурсу «Телетріумф» — шоу-програма «Кіно плюс». |  |
| 2003 | Гран-прі і статуетка «Золотий Георгій» на Міжнародному фестивалі «Золотий Георгій» (р. Москва) — за цикл матеріалів на правоохоронну тематику. |  |
| 2004 | Диплом і перше місце на Другому міжнародному фестивалі спортивних журналістів «Олімп 2004». |  |
| 2005 | Диплом переможця в категорії «Телекомпанія року — міські ТК» на Міжнародному фестивалі журналістики «Віра, Надія, Любов». |  |
| 2006 | Диплом переможця в номінації «Телепрограма року» на Міжнародному фестивалі журналістики «Віра, Надія, Любов» — телепрограма «Новини ТБ-5».Телекомпаніі «ТБ-5» присвоєно звання «Лідер галузі» з врученням Пам'ятного знака і Диплома переможця в Національному бізнес -рейтингу в номінації «Діяльність у сфері радіомовлення та телебачення». |  |
| 2008 | Золота медаль Всеукраїнського фонду сприяння міжнародному спілкуванню «Українське народне посольство» за високий професіоналізм і формування позитивного іміджу України. Гран-прі і бронзова статуетка святого Георгія за підсумками IX Міжнародного конкурсу фільмів і телепрограм на правову і правоохоронну тематику «Золотий Георгій». Перше місце на Всеукраїнському фестивалі фільмів, радіо- і телепрограм для дітей і юнацтва «Золоте курча» в номінації «Програма для дітей середнього віку» — дитяча програма «Казка Домовуші». Перше місце за підсумками Міжнародного фестивалю-тренінгу виробників дитячих програм і фільмів «Будемо разом» в номінації «Програма для малюків» — дитяча програма «Казка Домовуші» |  |
| 2009 | Гран-прі за підсумками Міжнародного фестивалю-тренінгу виробників дитячих програм і фільмів «Будемо разом» в номінації «Програма для малюків» — дитяча програма «Казка Домовуші» |  |
| 2012 | Номінант (номінація: «Програма для дітей») Національної телевізійної премії «Телетріумф-2012». Спортивна редакція «ТБ-5» визнана найкращою спортивною редакцією українського телебачення. |  |
| 2013 | Лауреат Всеукраїнського фестивалю дитячих теле- і радіопрограм «Золоте курча» в номінації «Краща дитяча розважально-пізнавальна програма» |  |
| 2015 | Дві золоті статуетки премії «Телетріумф» Диплом національного рекордсмена України в категорії «Марафони» |  |
| 2016 | Золота статуетка премії «Телетріумф». Спортивна редакція отримала нагороди від Олімпійского комітету Двоє журналістів TV5 отримали звання «Заслужений журналіст України» |  |

## Технічні інформація та покриття
У 2011 році Запорізька незалежна телерадіокомпанія «TV5» отримала ліцензію на цифрове мовлення в Запоріжжі, Бердянську, Мелітополі, Оріхові, Комиш-Зорі.
ЗНТРК «TV5» у 2012 році отримала статус регіональної мовника. Має у своєму розпорядженні три ліцензії на мовлення в регіоні і зараз веде мовлення на 5 цифрових каналах:

### Цифрове мовлення
TV5

Ліцензія — НР № 00156-м від 16.09.2011 по 16.09.2018
- № каналу — 1 канал
- тип — МХ-5
- місцезнаходження — м. Новомиколаївка
- адреса передавача — м. Новомиколаївка, Україна
- територія розповсюдження — смт. Новомиколаївка та прилеглі райони
- № каналу — 1 канал
- тип — МХ-5
- місцезнаходження — м. Запоріжжя
- адреса передавача — вул. Матросова, буд. 24-А, м. Запоріжжя, Запорізька область, Україна
- територія розповсюдження — м. Запоріжжя та прилеглі райони